# John le Carré
John le Carré, właśc. David John Moore Cornwell (ur. 19 października 1931 w Poole, zm. 12 grudnia 2020 w Truro) – brytyjski pisarz, autor kryminałów. W młodości funkcjonariusz MI6. Wiele z jego powieści zostało zekranizowanych.

## Życiorys
Urodził się 19 października 1931 w Poole, w Dorset, jako drugi syn Ronalda i Olivii Glassy Cornwellów. Kiedy miał kilka lat, ojciec został skazany za oszustwa, a matka porzuciła rodzinę.
Uczył się w Sherborne School, przez rok studiował na Uniwersytecie w Bernie (reminiscencje w powieści Szpieg doskonały), studiował na Lincoln College w Oksfordzie.
W latach 1950–1952 pracował dla brytyjskiego wywiadu wojskowego w Wiedniu. W 1954 ożenił się z Ann Alison Veronicą Sharp. Porzucił studia w Oksfordzie, aby uczyć w Millfield Junior School (1954–1955). W latach 1955–1956 powrócił na studia i ukończył je.
W latach 1956–1958 wykładał języki nowożytne w Eton College. W latach 1959–1964 był pracownikiem brytyjskiej służby zagranicznej; pracował w Bonn i Hamburgu. Podwójny agent Kim Philby zdemaskował go jako funkcjonariusza MI6.
Pierwszą powieść Budzenie zmarłych napisał w 1961 pod pseudonimem „John le Carré”. Jego książki utrzymane są w klimacie szpiegowskim i nie stronią od wątków autobiograficznych. Pierwszym dużym sukcesem była opublikowana w 1963 powieść Ze śmiertelnego zimna. W 1965 zrezygnował z pracy w ministerstwie spraw zagranicznych aby zostać zawodowym pisarzem.
Napisał scenariusz odcinka serialu Armchair Theatre, pod tytułem The End of the Line wyemitowanego w 1970 roku
W 1971 rozwiódł się, a następnie ożenił z Valerie Jane Eustace.
Wystąpił jako dowódca w filmie Mała doboszka z 1984 roku.
W 2020 został laureatem Nagrody im. Olofa Palmego za 2019 rok.

## Publikacje

### Powieści
- Call for the Dead (1961); Budzenie zmarłych (Wydawnictwo Amber, 2002, przeł. Radosław Januszewski)
- A Murder of Quality (1962); Perfekcyjne morderstwo (1992, przeł. Michał Ronikier); Morderstwo doskonałe (Wydawnictwo Sonia Draga, 2013, przeł. Monika Wiśniewska); powieść detektywistyczna
- The Spy Who Came in from the Cold (1963); Ze śmiertelnego zimna (1986, przeł. Piotr Pieńkowski i Adam Szostkiewicz, 2. obieg; 1990, przeł. Robert Stiller); Uciec z zimna (Wydawnictwo Amber, 2002, przeł. Jan Kraśko); Z przejmującego zimna (2008, przeł. Jan Kraśko)
- The Looking-Glass War (1965); Wojna w lustrze (1993, przeł. Ludwik Dorn); Za późno na wojnę (Wydawnictwo Amber, 2003, przeł. Radosław Januszewski)
- A Small Town in Germany (1968); Miasteczko w Niemczech (2002, przeł. Radosław Januszewski); Małe miasteczko w Niemczech (Wydawnictwo Sonia Draga, 2010, przeł. Jan Rybicki)
- The Naïve and Sentimental Lover (1971); Naiwny i sentymentalny kochanek (1993, przeł. Tomasz Bieroń); powieść psychologiczna
- Tinker, Tailor, Soldier, Spy (1974); Druciarz, krawiec, żołnierz, szpieg (2000, przeł. Ewa Życieńska; 2010, przeł. Jan Rybicki); Szpieg (Świat Książki, 2011, przeł. Jan Rybicki)
- The Honourable Schoolboy (1977); Jego uczniowska mość (1996, przeł. Robert Sudół)
- Smiley’s People (1979); Ludzie Smileya (1999, przeł. Maciej Świerkocki)
- The Little Drummer Girl (1983); Mała doboszka (1994, przeł. Ewa Życieńska; 2009, przeł. Bohdan Maliborski)
- A Perfect Spy (1986); Szpieg doskonały (1996, przeł. Paweł Korombel; 2003, przeł. Jan Rybicki)
- The Russia House (1989); Russia House (1991, przeł. Ewa Życieńska; Wydawnictwo Sonia Draga, 2013, przeł. Monika Wiśniewska)
- The Secret Pilgrim (1991); Znakomity uczeń (1996, przeł. Jerzy Morka); Tajny pielgrzym (2000, przeł. Jerzy Kozłowski)
- The Night Manager (1993); Nocny recepcjonista (1995, przeł. Paweł Korombel)
- Our Game (1995); Nasza gra (1995, przeł. Maciej Pertyński)
- The Tailor of Panama (1996); Krawiec z Panamy (1997, przeł. Paweł Korombel; Wydawnictwo Sonia Draga, przeł. Jerzy Kozłowski)
- Single & Single (1999); Single & Single (1999, przeł. Ewa Życieńska)
- The Constant Gardener (2001); Wierny ogrodnik (2001, przeł. Radosław Januszewski)
- Absolute Friends (2003); Przyjaźń absolutna (2004, przeł. Jan Rybicki)
- The Mission Song (2006); Pieśń misji (2007, przeł. Jan Rybicki)
- A Most Wanted Man (2008); Bardzo poszukiwany człowiek (Wydawnictwo Sonia Draga, 2009, przeł. Jan Rybicki)
- Our Kind of Traitor (2010); Zdrajca w naszym typie (Wydawnictwo Sonia Draga, 2011, przeł. Jan Rybicki)
- A Delicate Truth (2012); Subtelna prawda (Wydawnictwo Sonia Draga, 2013, przeł. Paweł Korombel)
- The Pigeon Tunnel: Stories from My Life (2016); Tunel z gołębiami: opowieści z mojego życia (Wydawnictwo Sonia Draga, 2017, przeł. Jan Rybicki)
- A Legacy of Spies (2017); Szpiegowskie dziedzictwo (Wydawnictwo Sonia Draga, 2018, przeł. Jan Rybicki)
- Agent Running in the Field (2019); Agent w terenie (Wydawnictwo Sonia Draga, 2021, przeł. Jan Rybicki)
- Silverview (2021); Silverview (Wydawnictwo Sonia Draga, 2022, przeł. Jan Rybicki)

### Nowele
- Dare I Weep, Dare I Mourn? (1967) opublikowana w „The Saturday Evening Post” 28 stycznia 1967
- What Ritual is Being Observed Tonight? (1968) opublikowana w „The Saturday Evening Post” 2 listopada 1968
- The Writer and The Horse (1968) opublikowana w „The Savile Club Centenary Magazine” i „The Argosy”

### Wydania zbiorowe
- The Incongruous Spy (1964) zawierająca Budzenie zmarłych, Perfekcyjne morderstwo
- The Quest for Karla (1982) zawierająca Druciarz, krawiec, żołnierz, szpieg, Jego uczniowska mość, Ludzie Smileya

## Ekranizacje
| Rok  | Tytuł polski                            | Tytuł oryginalny                  | Tytuł(y) powieści                            | Reżyser            | Dodatkowe informacje                                                                        |
| ---- | --------------------------------------- | --------------------------------- | -------------------------------------------- | ------------------ | ------------------------------------------------------------------------------------------- |
| 1965 | Szpieg, który przyszedł z zimnej strefy | The Spy Who Came In from the Cold | Ze śmiertelnego zimna; Z przejmującego zimna | Martin Ritt        |                                                                                             |
| 1966 | Śmiertelna sprawa                       | The Deadly Affair                 | Budzenie zmarłych                            | Sidney Lumet       |                                                                                             |
| 1969 | Cudzymi rękoma                          | The Looking Glass War             | Wojna w lustrze; Za późno na wojnę           | Frank Pierson      |                                                                                             |
| 1979 | Druciarz, krawiec, żołnierz, szpieg     | Tinker, Tailor, Soldier, Spy      | Druciarz, krawiec, żołnierz, szpieg          |                    | miniserial; scenarzysta le Carré                                                            |
| 1982 | Ludzie Smileya                          | Smiley’s People                   | Ludzie Smileya                               |                    | miniserial; scenarzysta le Carré                                                            |
| 1984 | Mała doboszka                           | The Little Drummer Girl           | Mała doboszka                                | George Roy Hill    | le Carré wystąpił jako dowódca                                                              |
| 1987 | brak oficjalnego tłumaczenia tytułu     | A Perfect Spy                     | Szpieg doskonały                             |                    | miniserial; scenarzysta le Carré                                                            |
| 1990 | Wydział Rosja                           | The Russia House                  | Russia House                                 | Fred Schepisi      |                                                                                             |
| 1991 | brak oficjalnego tłumaczenia tytułu     | A Murder of Quality               | Perfekcyjne morderstwo; Morderstwo doskonałe | Gavin Millar       | produkcja TV; scenarzysta le Carré                                                          |
| 2001 | Krawiec z Panamy                        | The Tailor of Panama              | Krawiec z Panamy                             | John Boorman       | scenarzysta i producent wykonawczy le Carré                                                 |
| 2005 | Wierny ogrodnik                         | The Constant Gardener             | Wierny ogrodnik                              | Fernando Meirelles |                                                                                             |
| 2011 | Szpieg                                  | Tinker Tailor Soldier Spy         | Druciarz, krawiec, żołnierz, szpieg          | Tomas Alfredson    | producent wykonawczy le Carré; można go zobaczyć wśród gości na przyjęciu bożonarodzeniowym |
| 2014 | Bardzo poszukiwany człowiek             | A Most Wanted Man                 | Bardzo poszukiwany człowiek                  | Anton Corbijn      |                                                                                             |
| 2016 | Zdrajca w naszym typie                  | Our Kind of Traitor               | Zdrajca w naszym typie                       | Susanna White      |                                                                                             |
| 2016 | Nocny recepcjonista                     | The Night Manager                 | Nocny recepcjonista                          | Susanne Bier       | miniserial                                                                                  |